# سرمرسوک
سرمرسوک (به لاتین: Sermersooq) یک منطقهٔ مسکونی در گرینلند است. سرمرسوک ۵۳۱٬۹۰۰ کیلومتر مربع مساحت و ۲۳٬۱۲۳ نفر جمعیت دارد.

## خواهرخوانده
شهرهای آلبورگ و Aalborg Municipality خواهرخوانده‌های سرمرسوک هستند.